# Rivne
Rivne (în ucraineană Рівне) este oraș regional în regiunea Rivne, Ucraina. Deși subordonat direct regiunii, orașul este și reședința raionului Rivne. 

## Demografie
Componența lingvistică a orașului Rivne
     Ucraineană (92,08%)
     Rusă (7,48%)
     Alte limbi (0,21%)
Conform recensământului din 2001, majoritatea populației orașului Rivne era vorbitoare de ucraineană (92,08%), existând în minoritate și vorbitori de rusă (7,48%).

## Personalități născute aici
- Stanley Deser (n. 1931), fizician american.